# Decretum de observandis et evitandis in celebratione Missæ

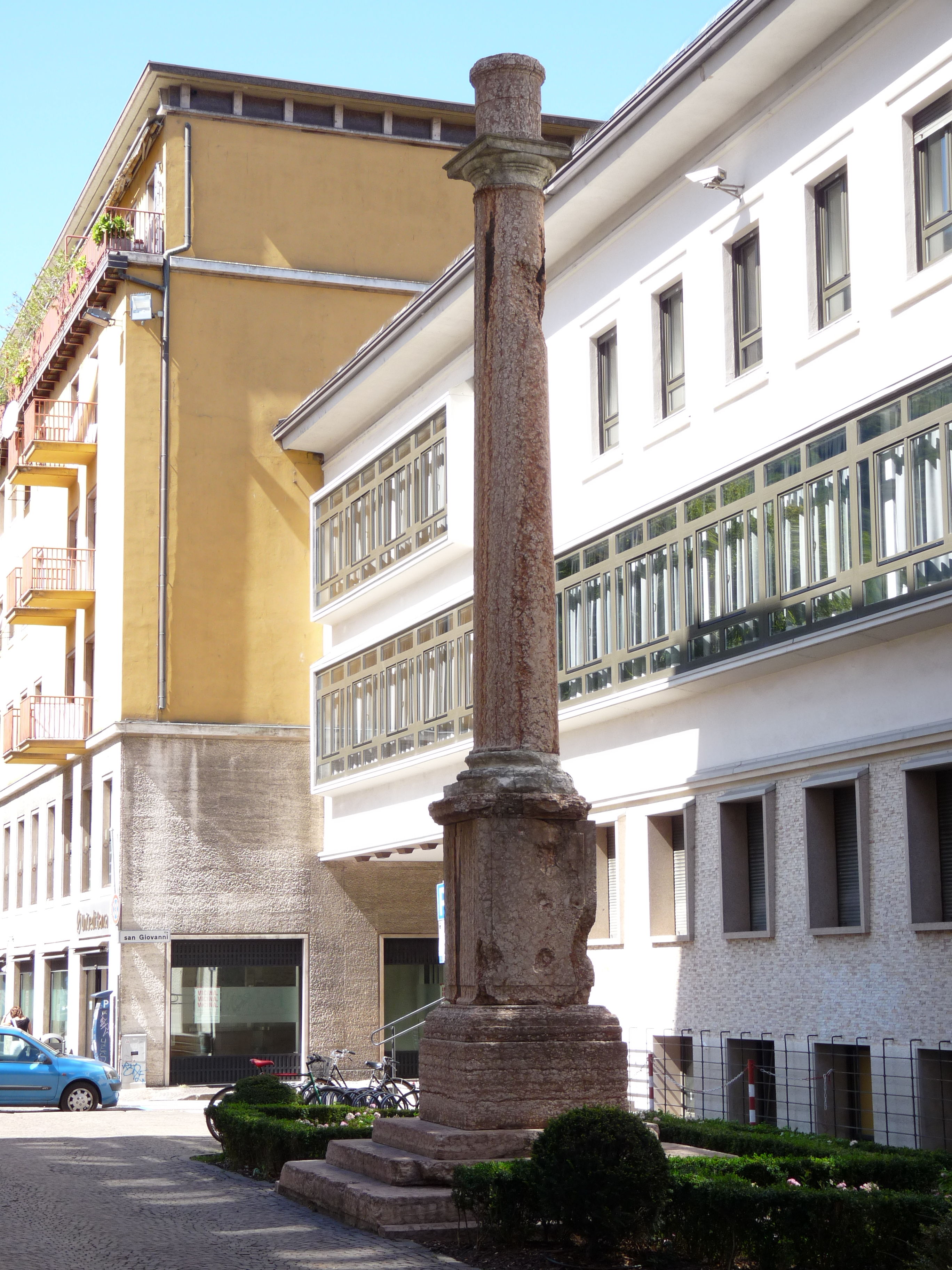
Coluna instalada em 1845, por ocasião dos 300 anos do início do Concílio de Trento, ao lado da Igreja de Santa Maria Maggiore.

O Decretum de observandis et evitandis in celebratione Missæ (Decreto do que se deve observar e evitar na celebração da Missa), iniciado com a frase Quanta cura adhibenda sit (Quanto seja o cuidado que se deve por), foi um dos decretos emitidos em 17 de setembro de 1562, na Sessão XXII do Concílio de Trento, no terceiro e último período tridentino do concílio (1562-1563). Entre outros aspetos, o documento emitiu uma breve porém contundente proibição das "músicas, onde assim no órgão, como no canto se mistura alguma coisa impura e lasciva". Esse Decreto teve impacto em diversos aspetos da música sacra, desde essa década até fins do século XIX, sendo desenvolvido, entre outros, na Constituição Piæ sollicitudinis studio, de Alexandre VII (23 de abril de 1657), e retomada com novo significado na Encíclica Annus qui hunc, de Bento XIV (19 de fevereiro de 1749), e no Motu Proprio Inter pastoralis officii sollicitudines (Tra le sollecitudini) de Pio X (22 de novembro de 1903). 

## Resumo da Sessão XXII do Concílio de Tento (17 de setembro de 1562)[1]
- Doutrina do sacrifício da Missa

1. Da instituição do sacrossanto sacrifício da Missa
2. O sacrifício visível é propiciatório pelos vivos e defuntos
3. Das Missas em honra dos santos
4. Do cânone da Missa
5. Das cerimônias solenes do santo sacrifício da Missa
6. Da Missa em que comunga só o sacerdote
7. Da água que se deve lançar no cálice, quando se oferece
8. A Missa ordinariamente se não deve celebrar em língua vulgar e os seus mistérios se hão de explicar ao povo
9. Prólogo dos cânones seguintes
10. Do sacrifício da Missa
  1. Cânone I
  2. Cânone II
  3. Cânone III
  4. Cânone IV
  5. Cânone V
  6. Cânone VI
  7. Cânone VII
  8. Cânone VIII
  9. Cânone IX

- Decreto do que se deve observar e evitar na celebração da Missa
- Decreto da Reforma

1. Renovam-se os cânones da vida e honestidade dos clérigos
2. Quais devam ser admitidos às igrejas catedrais
3. Estabelecem-se as distribuições cotidianas, cujo fundo se tomará da terceira parte de quaisquer frutos. A quem se há de entregar a parte dos ausentes. Excetuam-se certos casos
4. Devem ter alguma ordem sacra para ter voz em Capítulo, nas igrejas catedrais e colegiadas, e que cada um dos promovidos deve exercer a função anexa ao seu cargo, e preserve-se quais devam para o futuro ser promovidos
5. As dispensas que devam ser expedidas fora da Cúria de Roma só sejam cometidas ao Bispo e por ele examinadas de graça
6. As últimas vontades se hão de comutar com circunspecção
7. Renova-se o capítulo Romana, de Appellationibus in 6
8. Os bispos devem ser os executores de toda sorte de disposições pias, visitar os hospitais, com tanto que não estejam debaixo da imediata proteção dos reis
9. Os administradores de quaisquer lugares pios devem dar conta ao Ordinário
10. Os bispos poderão examinar os notários
11. Das penas dos que usurpam ou retêm os bens da Igreja

- Decreto sobre a petição da concessão do cálice
- Publicação da sessão seguinte

## Aspectos gerais do decreto

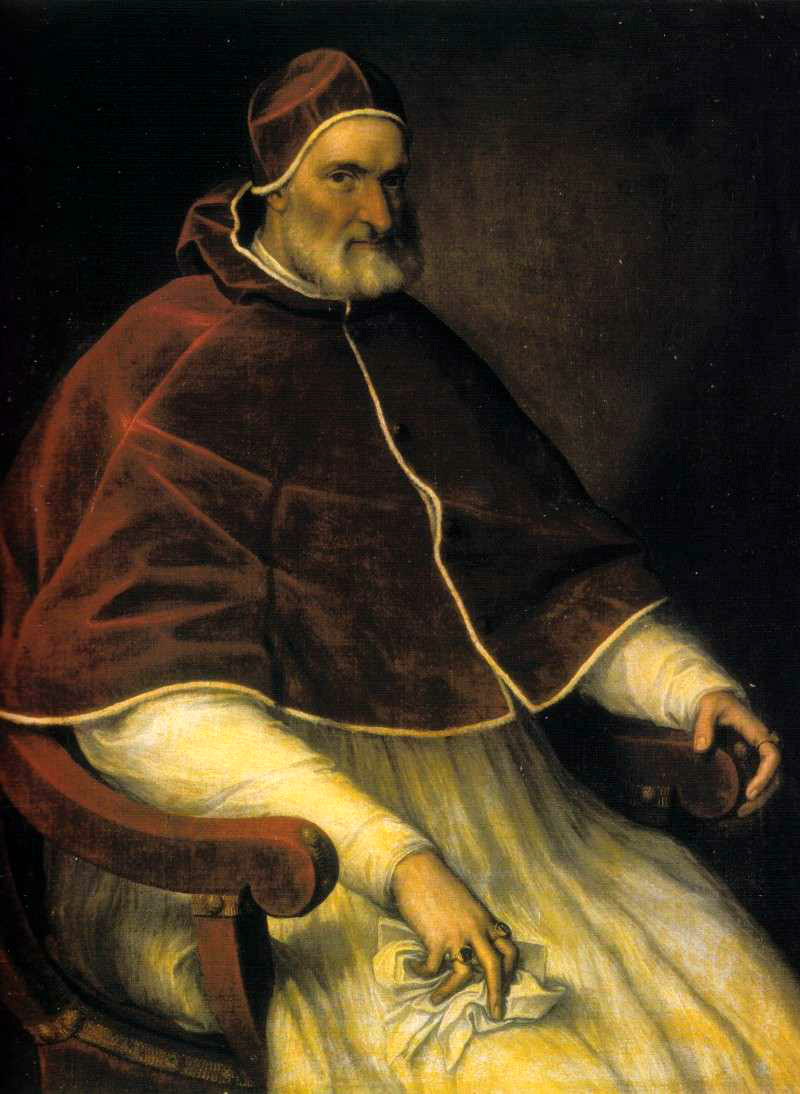
Pio IV, o Papa que convocou o 3º Período (1562-1563) do Concílio de Trento, no qual foi promulgado o Decreto do que se deve observar e evitar na celebração da Missa.

Após informar que "se tem introduzido muitas cousas mui contrárias à dignidade de um tão grande sacrifício", o decreto determinou que "os bispos ordinários dos lugares tenham particularíssimo cuidado e estejam obrigados a proibir e abolir tudo o que se tem introduzido". Entre as proibições estão a cobrança indevida de esmolas e serviços, a celebração de Missa por sacerdote desconhecido ou criminosos, a celebração de Missas em casas particulares, as "músicas, onde assim no órgão, como no canto se mistura alguma coisa impura e lasciva", a celebração de Missas fora das horas prescritas e a celebração de certo número de Missas com de certo número de velas. Paralelamente, o decreto determina que "expliquem ao povo donde provém principalmente o precioso e celestial fruto desse santíssimo sacrifício" e "exortem também o mesmo povo a que, nos domingos e festas maiores, concorra com frequência às suas paróquias".

## Documentos da Igreja Católica sobre música sacra
A Igreja Católica, desde a Idade Média, emitiu determinações sobre a música sacra, na forma de bulas, encíclicas (epístolas encíclicas ou cartas encíclicas), constituições, decretos, instruções, motu proprio, ordenações e outras. A maior parte dessas decisões foi local ou pontual, e apenas algumas tiveram caráter geral, dentre as quais estão, segundo Paulo Castagna, os doze conjuntos de determinações mais impactantes na prática musical, do século XIV ao século XX, excetuando-se destas as inúmeras instruções cerimoniais (ou rubricas) dos livros litúrgicos:
1. A Bula Docta Sanctorum Patrum de João XXII (1322)[3]
2. O “Decreto do que se deve observar e evitar na celebração da Missa” de 17 de setembro de 1562, da Seção XXII do Concílio de Trento[4][5]
3. O Cæremoniale Episcoporum (Cerimonial dos Bispos), publicado por Clemente VIII em 1600, reformado por Bento XIV em 1752 e por Leão XIII 1886.
4. Os Decretos da Sagrada Congregação dos Ritos (1602-1909)
5. A Constituição Piæ sollicitudinis studio, de Alexandre VII (23 de abril de 1657)
6. A Carta Encíclica Annus qui hunc, do papa Bento XIV (19 de fevereiro de 1749)[2]
7. A Ordinatio quoad sacram musicen, da Sagrada Congregação dos Ritos (25 de setembro de 1884)[6]
8. O Decreto Quod sanctus Augustinus de Leão XIII (7 de julho de 1894), ratificado pela Sagrada Congregação dos Ritos como decreto n.3830
9. O Motu Proprio Inter pastoralis officii sollicitudines (Tra le sollecitudini) de Pio X (22 de novembro de 1903)[7][8][9]
10. A Carta Encíclica Musicæ sacræ disciplina sobre a música sacra, do papa Pio XII (25 de dezembro de 1955)[10][11]
11. A Instrução De musica sacra et sacra liturgia sobre música sacra e liturgia, do papa Leão XXIII, 3 de setembro de 1958[12]
12. O Decreto Sacrosanctum Concilium sobre música sacra do Concílio Vaticano II (4 de dezembro de 1963)[13]

## História doDecretum de observandis et evitandis in celebratione Missæ
Os decretos do Concílio de Trento foram as principais fontes do direito eclesiástico durante os séculos seguintes, até à promulgação do Código de Direito Canónico em 1917 e, por essa razão, foram várias vezes reimpressos e citados na documentação eclesiástica até o início do século XX. O Decretum de observandis et evitandis in celebratione Missæ foi continuamente impresso, desde o século XVI e transcrito ou referido em inúmeras publicações e decretos eclesiásticos nos séculos seguintes, contando com uma edição brasileira latim-português de 1864. Seu conteúdo foi estudado, do ponto de vista musicológico, principalmente por principalmente por Luís Rodrigues (1943), Florentius Romita (1947), Karl Gustav Fellerer e Moses Hadas (1953), Karl Gustav Fellerer (1976) e Robert F. Hayburn (1979).

## Conteúdo musical doDecretum de observandis et evitandis in celebratione Missæ
O Decretum de observandis et evitandis in celebratione Missæ (Decreto do que se deve observar e evitar na celebração da Missa) foi extremamente sucinto e genérico na redação das proibições referentes à música sacra, mas durante séculos essa particularidade foi responsável por sua aplicação a vários tipos de repertórios, na Europa e fora dela, visando erradicar quaisquer tipos de hibridismos entre a música sacra e a música profana. O primeiro efeito foi o da supressão ou grande diminuição da prática de composições sacras a partir de cantus firmus de origem profana, como ocorreu com casos semelhantes ao da Missa Se la face ay pale, de Guillaume Dufay (c.1400-1474), cujo tenor utiliza, como cantus firmus, o tenor de sua própria balada Se la face ay pale. Posteriormente a Igreja utilizou o decreto para coibir práticas mais explícitas de hibridismo entre sagrado e profano, sobretudo em relação ao uso de vilancicos em intervalos dos ofícios divinos e ao uso, na música sacra, de técnicas composicionais originárias da ópera ou música teatral, como era então denominada.
No caso de Portugal e do Brasil, esse decreto foi usado como principal fundamento da legislação eclesiástica sobre música dos séculos XVIII e XIX, e evocado principalmente na proibição do uso de vilancicos e cantigas profanas e diversos tipos de manifestações musicais populares em cerimônias religiosas, até inícios do século XX, processo que atingiu seu ponto máximo no decreto De Musica Sacra (1899), do Concílio Plenário da América Latina, nas determinações sobre música do Primeiro Sínodo da Diocese de Mariana (1903) e no Regulamento sobre Música Sacra (1910) da  Pastoral coletiva dos Bispos do Rio de Janeiro, Mariana, São Paulo, Cuiabá e Porto Alegre, os três principais Documentos da Igreja Católica sobre música sacra aplicados ao Brasil no início do século XX. Com o Motu Proprio Inter pastoralis officii sollicitudines (Tra le sollecitudini) de Pio X (22 de novembro de 1903), a reforma da música sacra iniciou um novo rumo, deixando de se preocupar tanto com a substituição das tradições religiosas locais ou populares, e concentrando seus esforços na erradicação do hibridismo entre a música sacra e a ópera, que ocorrera ao longo dos séculos XVII, XVIII e XIX.

## Texto referente à música noDecretum de observandis et evitandis in celebratione Missæ
| Ab Ecclesiis vero musicas eas, ubi sive organo, sive cantu lascivum, aut impurum aliquid miscetur; item sæculares omnes actiones, vana, atque adeo profana colloquia, deambulationes, strepitus, clamores arceant, ut domus Dei vere domus orationis esse videatur, ac dici possit. | Apartem também das igrejas aquelas músicas, onde assim no órgão, como no canto se mistura alguma coisa impura e lasciva; e do mesmo modo, todas as ações seculares, conversações vãs, e profanas, passeios, estrépitos, clamores; para que a casa de Deus pareça e se possa chamar com verdade casa de oração. |